# Glypta mckinleyi
Glypta mckinleyi là một loài tò vò trong họ Ichneumonidae.